# Mahencyrtus ranchiensis
Mahencyrtus ranchiensis är en stekelart som först beskrevs av Fatima och Shafee 1994.  Mahencyrtus ranchiensis ingår i släktet Mahencyrtus och familjen sköldlussteklar. Inga underarter finns listade i Catalogue of Life.